# Costa Diadema
Die Costa Diadema ist ein Kreuzfahrtschiff der Costa Crociere, das 2014 in Dienst gestellt wurde.

## Bau
Das neue Flaggschiff der Reederei kostete rund 550 Millionen Euro. Es basiert im Wesentlichen auf den drei Schiffen der Dream-Klasse von Carnival Cruise Lines, die 2009, 2011 und 2012 fertiggestellt wurden. Das Schiff ist 306 Meter lang und 37,2 Meter breit und mit rund 132.500 BRZ vermessen.
Am 25. Oktober 2014 wurde das Schiff von Costa Crociere übernommen.

## Ausstattung
Das Schiff verfügt über 19 Decks, von denen 15 Passagiereinrichtungen enthalten. Es ist mit 1.862 Kabinen ausgestattet und bietet 3.724 Passagieren Platz. Bei Belegung der Oberbetten können 4.947 Passagiere untergebracht werden. 130 Kabinen haben direkten Zugang zu Spa, davon 11 Suiten, 756 Kabinen haben einen eigenen Balkon, davon 64 Suiten. Das Schiff wird von 1.253 Besatzungsmitgliedern betrieben. 2017 wurde bekannt, dass auf der Costa Diadema inzwischen auch Roboter vom Typ Pepper unterwegs sind.
Zur Stromversorgung im Hafen besitzt das Schiff einen Landstromanschluss.
Sie soll gemeinsam mit der MSC Seaview beim UNFCCC COP 30 als Hotel dienen.